# Orophus decoratus
Orophus decoratus är en insektsart som först beskrevs av Walker, F. 1869.  Orophus decoratus ingår i släktet Orophus och familjen vårtbitare. Inga underarter finns listade i Catalogue of Life.